# Тарниці (пам'ятка природи)
Та́рниці — ботанічна пам'ятка природи місцевого значення в Україні. Розташована на території Надвірнянського району Івано-Франківської області, на південний схід від села Микуличин.
Площа 0,12 га. Статус отриманий у 1993 році. Перебуває у віданні ДП «Делятинський лісгосп» (Микуличинське л-во, кв. 20, вид. 4).
Пам'ятка природи «Тарниці» розташована на території ботанічної пам'ятка природи загальнодержавного значення Урочище «Тарниці».

## Галерея

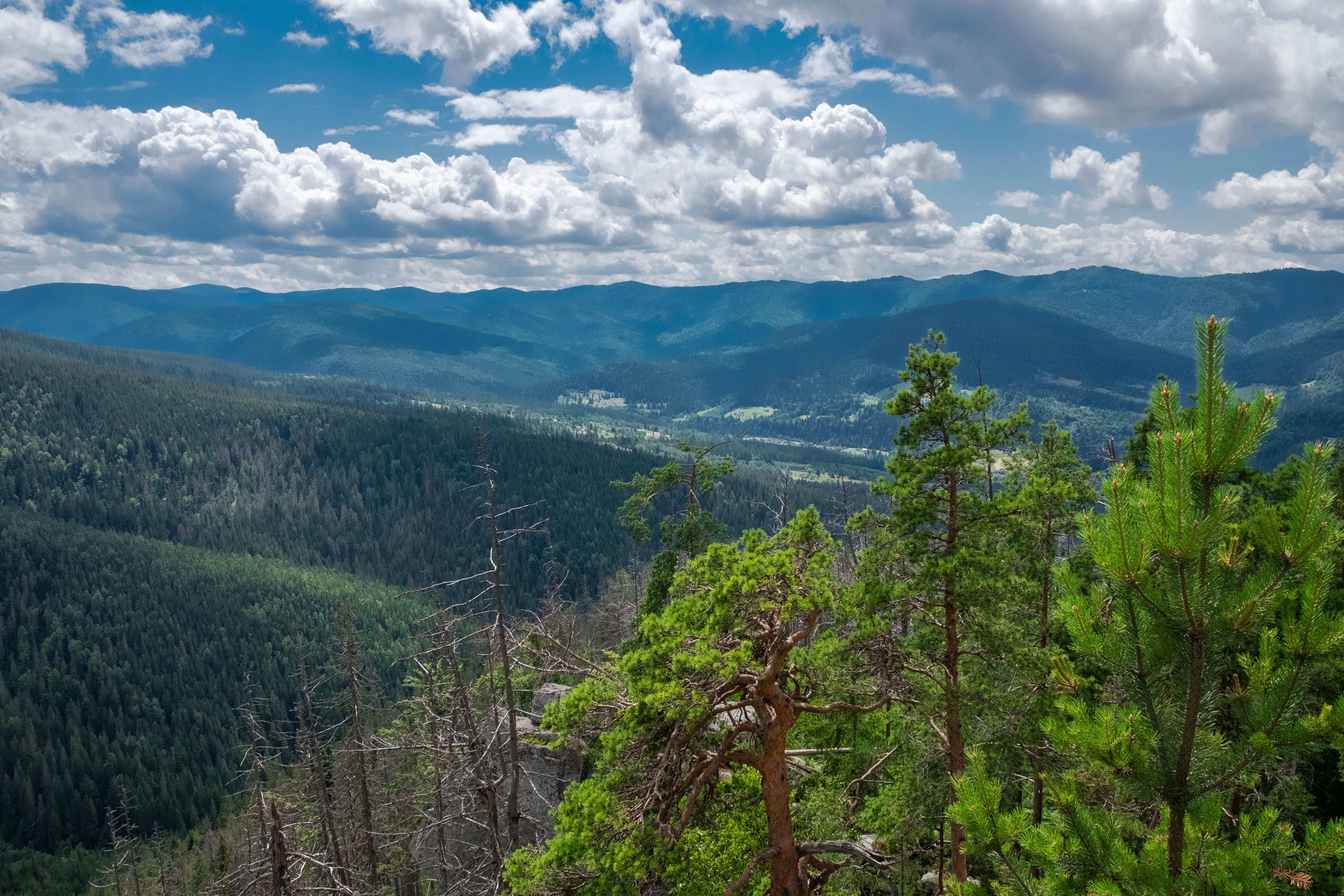
Вигляд на Тарниці

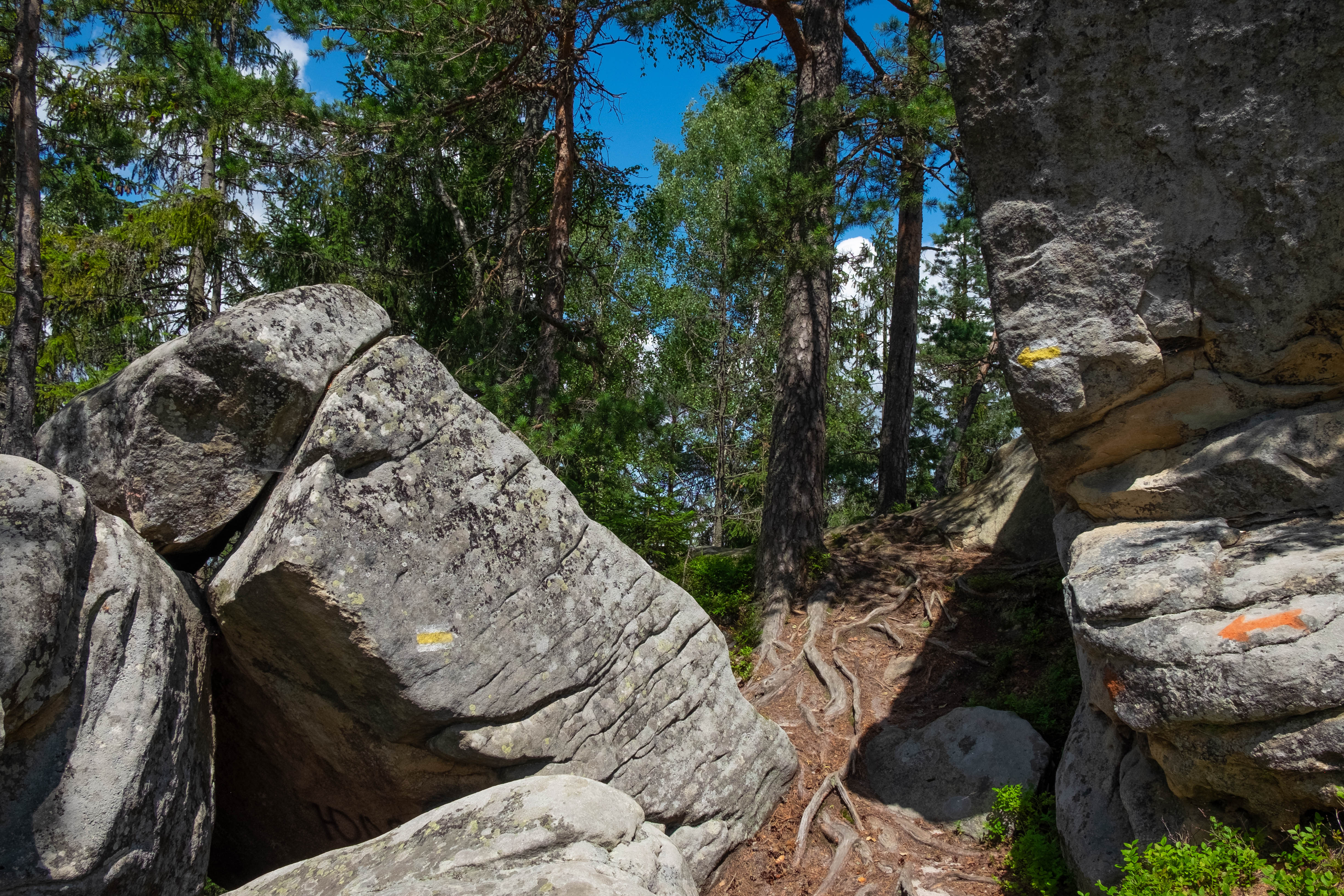
в Урочищі Тарниці

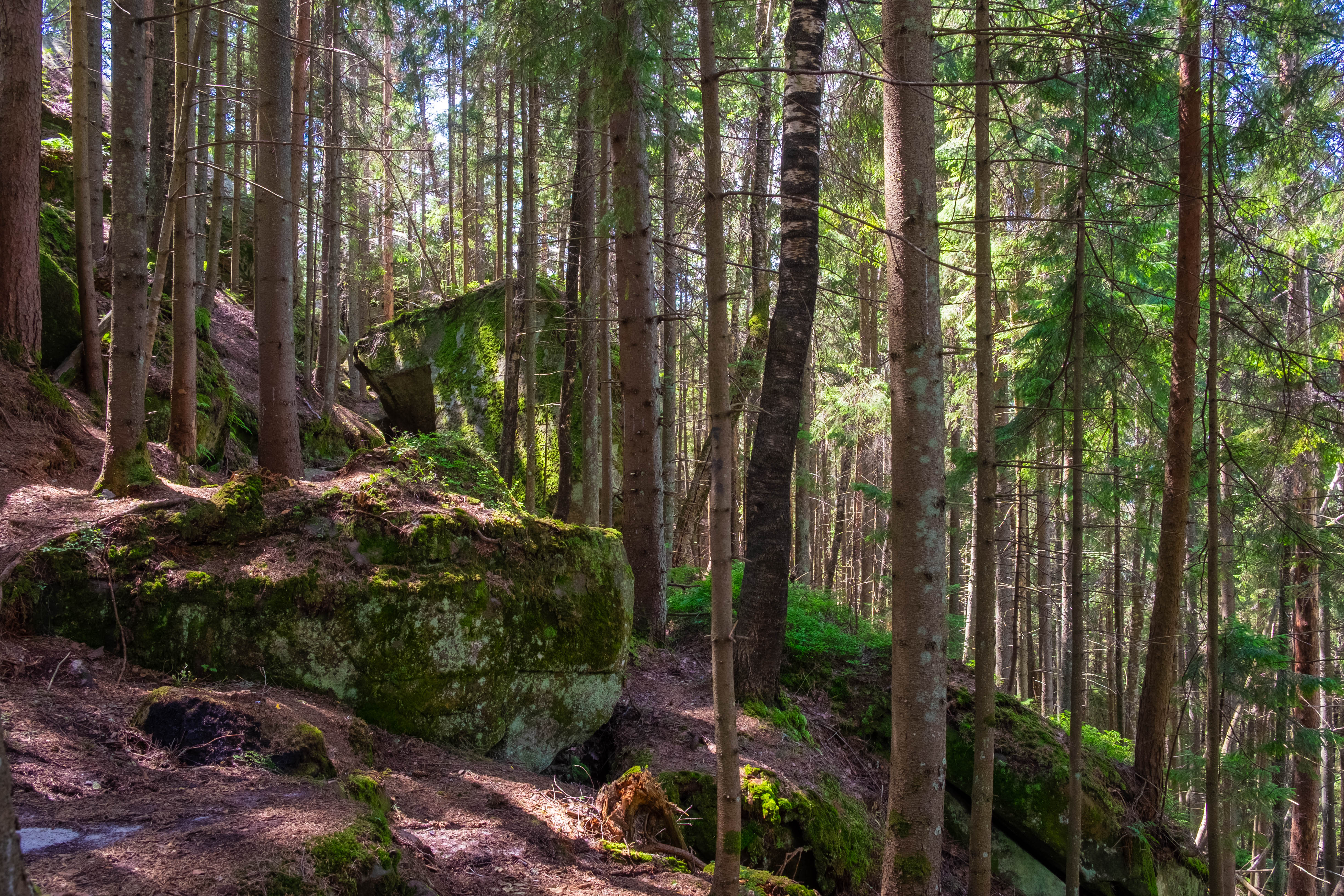
Каміння покриті мохом в Урочищі Тарниці